# Черемисинов, Никифор Андрианович
Ники́фор Андриа́нович Черемиси́нов (15 июня 1907, Жерновец, Курская губерния — 9 декабря 1976, Воронеж) — советский фитопатолог, доктор биологических наук, профессор. Специалист в области лесной и сельскохозяйственной микологии и систематики микромицетов.

## Биография
Родился в крестьянской семье в селе Жерновец Курской губернии 15 июня 1907 года. После смерти отца, в 1928 году начал работать и взял на себя заботу о матери, брате и сестре. С 1926 по 1930 годы учился на естественном отделении педагогического факультета Воронежского университета. После окончания университета по распределению работал в школах крестьянской молодежи сначала в селе Жерновец, позже — в селе Козловка Бутурлиновского района. С 1931 по 1934 годы учился под руководством Бориса Михайловича Козо-Полянского в аспирантуре Воронежского университета по специальности «низшие растения» (микология и фитопатология). В 1937 году защитил кандидатскую диссертацию по теме «Микозы тау-сагыза». Учёная степень была присвоена решением ВАК 29 марта 1938 году.
В 1941—1942 годах был заведующим кафедрой низших растений. В годы войны (1942—1945) был преподавателем в военном училище и начальником учебной части батальона резерва офицеров. При демобилизации присвоено звание старшего лейтенанта. В 1945 году вернулся на прежнее место работы. В 1950 году поступил в докторантуру Ботанического института АН СССР. В 1952 году защитил докторскую диссертацию на тему «Грибные болезни кок-сагыза и меры борьбы с ним». В 1953 году присвоено ученое звание профессора.
С 1953 по 1955 годы занимал должность заместителя директора Воронежского сельскохозяйственного института. С 1961 по 1963 годы возглавлял Институт фитопатологии. С 1963 года работал в Лаборатории лесоведения АН СССР. Умер в Воронеже 9 декабря 1976 года.

## Научная и педагогическая деятельность
Научные исследования Черемисинова связаны с изучением микроскопических грибов и грибных болезней технических и зерновых культур. Им были выявлены закономерности формирования видового состава микобиоты сельскохозяйственных растений. Он разработал меры комплексной борьбы с болезнями кукурузы и приемы предпосевной подготовки семян кок-сагыза и кукурузы.
Изучал распределение грибов в лесных экосистемах в зависимости от факторов среды, а также выявлял роль грибов в жизни фитоценозов. Составил списки грибов древесно-кустарниковых растений. Впервые для науки описал 8 видов и 2 новые формы паразитических грибов.

## Награды
Черемисинов награждён множеством наград, в том числе:
- Орден «Красной Звезды»
- Орден «Знак Почета»
- Медаль «За победу над Германией в Великой Отечественной войне 1941—1945 гг.»
- Медаль «Тридцать лет победы в Великой Отечественной войне 1941—1945 rr.»
- Медаль Всесоюзной сельскохозяйственной выставки (1956)
- Грамота в честь 250-летия АН СССР (1974)

## Избранные публикации
Автор более 120 публикаций, в том числе

### Книги
- Черемисинов Н. А. Болезни кукурузы и меры борьбы с ними. — Кн. изд-во: Воронеж, 1956. — 40 с.
- Черемисинов Н. А. Общая патология растений: Учеб. пособие для с.-х. вузов. — М.: Высшая школа, 1965. — 330 с.
- Черемисинов Н. А., Боева Л. И., Семихатова О. А. Практикум по микробиологии: Для агр. специальностей с.-х. вузов. — М.: Высшая школа, 1967. — 171 с.
- Черемисинов Н. А., Негруцкий С. Ф., Лешковцева И. И. Грибы и грибные болезни деревьев и кустарников : Справочное пособие для определения грибов по растениям-хозяевам. — М.: Лесная промышленность, 1970. — 392 с.

### Статьи
- Черемисинов Н. А. Мучнистая роса кок-сагыза // Ботанический журнал СССР. — 1951. — Т. 36. — С. 72–77.
- Черемисинов Н. А. Сохранить естественные заросли кок-сагыза // Природа. — 1951. — № 4. — С. 45—46.
- Черемисинов Н. А. Формирование микофлоры // Ботанический журнал. — 1956. — № 41. — С. 1293—1308.
- Черемисинов Н. А. Пути грибной инфекции семян кукурузы и меры ее предупреждения // Доклады ВАСХНИЛ. — 1957. — № 8. — С. 40—43.
- Черемисинов Н. А. Синузии микромицетов некоторых дубрав Теллермановского леса // Микология и фитопатология. — 1967. — Т. 1, № 6. — С. 479–487.